# Freimettigen
Freimettigen – gmina (niem. Einwohnergemeinde) w Szwajcarii, w kantonie Berno, w regionie administracyjnym Bern-Mittelland, w okręgu Bern-Mittelland.
Gmina po raz pierwszy została wspomniana w dokumentach w 1282 roku jako Vrimuotingen.

## Demografia
W Freimettigen mieszka 461 osób. W 2020 roku 7,2% populacji gminy stanowiły osoby urodzone poza Szwajcarią.
W 2000 roku 94,1% populacji mówiło w języku niemieckim, 2,8% w języku hiszpańskim, a 1,5% w języku angielskim. Osiem osób zadeklarowało znajomość języka francuskiego.

Zmiany w liczbie ludności są przedstawione na poniższym wykresie:

## Transport
Przez teren gminy przebiega droga główna nr 229.